# Congiura di Giulio Civile
Congiura di Giulio Civile, noto anche come Giuramento dei Batavi, è un dipinto a olio su tela (196x309 cm) realizzato tra il 1661 ed 1662 dal pittore Rembrandt Harmenszoon Van Rijn. È conservato nel Nationalmuseum di Stoccolma.

## Descrizione e stile
(Tacito, Historiae, IV, 15)
Eseguito su commissione per decorare una parete del Municipio di Amsterdam, il dipinto raffigura il giuramento di Gaio Giulio Civile, principe della tribù dei Batavi che si rivoltò contro l'Impero romano durante l'Anno dei quattro imperatori, capeggiando la rivolta batava che mise in estrema difficoltà il dominio romano.
La congiura è rappresentata efficacemente da Rembrandt, che la ambienta nottetempo all'interno di una tenda cupa, illuminata solo da alcune  candele coperte dai personaggi stessi, aumentando così il senso di tensione e di "segretezza" dell'evento. Civile è seduto al tavolo ed è rappresentato frontalmente, ostentando l'occhio sinistro mancante, mentre pronuncia la formula del giuramento sguainando la spada, ed è imitato dai maggiorenti principali che sguainano la propria, o appoggiano la mano destra sulle lame; solo uno degli astanti offre una coppa (probabilmente con all'interno del sangue ) che suggella il rito solenne.
Tutti i personaggi vestono abiti di fantasia, che rimandano sia agli  antichi romani che a quelli  olandesi del  '600, tipici della pittura storica del Secolo d'oro olandese; ma a differenza di questa, Rembrandt non si fa problemi a raffigurare ognuno con sembianze grezze (quello all'estrema sinistra ha addirittura segni di trucco sul viso, tipico delle popolazioni barbariche) e ad evidenziarne i difetti (il già citato occhio sinistro di Civile, che altri pittori del tempo raffiguravano prudentemente sempre di profilo ).
In origine il dipinto misurava 5 metri per 5: una volta esposto, fu rimosso dal Municipio di Amsterdam dopo pochissimo tempo, quasi sicuramente rifiutato dal consiglio comunale per via dei particolari sopra descritti, e forse anche per il nuovo stile pittorico di Rembrandt, la cui pennellata appariva ormai troppo brutale e lontanissima da quello della Ronda di notte. Restituito al mittente, venne ridimensionato probabilmente dallo stesso Rembrandt per venderlo più facilmente; quello che possiamo oggi ammirare al  Nationalmuseum è il frammento principale, nonché l'unico rimasto.